# Abraxas japanibia
Abraxas japanibia là một loài bướm đêm trong họ Geometridae.